# Adolf Arndt
Adolf Arndt (Königsberg, 12 marzo 1904 – Kassel, 13 febbraio 1974) è stato un politico tedesco, membro del Partito socialdemocratico (SPD) ed ex membro del Bundestag.

## Biografia
Nato a Königsberg, figlio del professore di diritto Gustav Adolf Arndt, si trasferì molto presto a Berlino con la sua famiglia, dove conseguì la maturità presso il Gymnasium Philippinum Marburg. In seguito Arndt ha studiato legge, economia e filosofia presso l'Università di Berlino e l'Università di Marburg . Dopo aver superato il secondo esame e la promozione a Marburgo nel 1927, lavorò come avvocato nel famoso studio legale del Professor Max Alsberg. Dal 1932 lavorò come giudice, ma si ritirò nel 1933, dichiarando di non volersi iscrivere al partito nazista. Entrò quindi a far parte dello studio legale di Fritz Schönberg a Berlino, aiutando (tra gli altri) Wilhelm Leuschner e Theodor Leipart . Dopo essere stato classificato come mezzo ebreo, Arndt fu costretto ai lavori forzati nell'Organizzazione Todt.
Nell'agosto 1945, Arndt superò l'esame come avvocato e notaio a Marburg. Nel novembre 1945 divenne "Ministerialrat" (Capo Divisione) di diritto penale presso il Ministero della Giustizia dell'Assia.
Arndt era sposato con Ruth Arndt (1901-1989), nata Helbing. Suo figlio è Claus Arndt, membro del Bundestag dal 1968 al 1972 e dal 1974 al 1976.
Arndt morì a Kassel. Il corpus dei suoi scritti si trova nell'archivio della socialdemocrazia della Fondazione Friedrich Ebert.

### Attività politica
A partire dal 1945, Arndt fu un iscritto della SPD. Negli anni '50 fu membro della direzione e partecipò alla creazione del Programma Godesberg.
Nel 1948 e nel 1949, fu membro del consiglio economico della cosiddetta "Bizona" (l'unione delle aree tedesche sotto il controllo inglese e statunitense), presiedendo il consiglio per la legge, il diritto d'ufficio e il "DM-Eröffnungsbilanz" (dichiarazione delle condizioni finanziarie per il marco tedesco). Dal 1949 al 1969 Arndt è stato membro del Bundestag per la SPD. Dal 1949 al 1961 è stato avvocato e segretario della SPD. Inoltre, nel biennio 1951/52 è stato vicedirettore generale del consiglio di amministrazione del Bundestag per il diritto e il diritto costituzionale nonché vicedirettore del consiglio di amministrazione del Bundestag per la revisione dell'amministrazione del Bund (il cosiddetto Platow-Ausschuss). Dal 1953 al 1961 ha presieduto il gruppo di ricerca "Rechtswesen" del Partito Socialdemocratico di Germania
Arndt è famoso soprattutto per il suo discorso nel dibattito sulla punizione, stabilita dalla legge, dei crimini nazisti, in cui afferma di sentirsi moralmente in colpa per aver preso parte a tali crimini.
In molti casi, Arndt ha rappresentato il suo partito dinanzi alla Corte Costituzionale Federale.
Dall'11 marzo 1963 al 31 marzo 1964 Arndt è stato senatore per la scienza e le arti a Berlino.

## Opere
- "Warum und wozu Wiedergutmachung?", in: Juristenzeitung, 1956.
- Die Persönlichkeit in der parlamentarischen Demokratie, Berlino, 1958.
- "Die Entmachtung des Bundestages", in: Die Neue Gesellschaft, 1959.
- "Die Nichtigkeit verfassungswidriger Gesetze", in: Die öffentliche Verwaltung.
- "Der Jurist im Parlament", in: Juristen-Jahrbuch 1960.
- Das nicht erfüllte Grundgesetz, Tubinga, 1960.
- "Das zeitgerechte Parlamentsgebäude", in: Die Neue Gesellschaft, 1962.
- "Gesetzesrecht und Richterrecht", in: Neue Juristische Wochenschrift, 1963.
- "Reform der Parlamentarischen Untersuchungsausschüsse", in: Deutsche Richterzeitung, 1964.
- "Opposizione", in: Die Neue Sammlung, 1968.